# 欺詐劇團
《欺詐劇團》（英語：Fraudstars），內地名為《荒誕劇團》，為香港電視廣播有限公司以外判班底拍攝製作的時裝喜劇電視劇，由鄭丹瑞、敖嘉年及蔣家旻領銜主演，並由張秀文、林秀怡、林偉、張達倫、呂珊、鄭俊弘及劉頌鵬聯合演出，監製為潘嘉德。
此劇為第二套myTV SUPER與TVB Anywhere有份投資的作品，是TVB OTT原創劇集。此劇亦是第二部經TVB New Wings Limited推出的劇集。
此劇於2021年4月16日在myTV Gold、埋堆堆及TVB Anywhere點播專區搶先看全套上架
。

## 故事大綱
曾獲最佳新晉導演獎的陳志揚（敖嘉年飾），當年因一意孤行，令他和其劇組的主創受到業界封殺。十年後，監製鄭國昌Herman（鄭丹瑞飾）稱找到投資者投資開拍各人心目中最好的電影，故邀請志揚和一眾劇組，包括編劇李莎莎（蔣家旻飾）、武術指導文師傅（林偉飾）、美術指導Shell（林秀怡飾）、女星樓家齡（張秀文飾）以及副導蔡子樂（劉頌鵬飾），出席投資者的飯局，於是眾人多年來首次聚頭。但投資者卻在前往飯局途中遇上意外身亡，眾人電影夢破滅之餘，更要面對飯局的巨額帳單！七人為求脫身，即時上演了一場疑幻似真的騙局，令酒樓東主免了飯局帳單。Herman靈機一觸，認為可以憑各人在拍攝電影的才能，合作騙取奸商神棍的金錢，一方面可替天行道，另方面亦可籌集到開拍電影的資金。志揚及後帶領各人成立「欺詐劇團」，成功佈下多個騙局騙取奸商神棍金錢。直到某天，一個真正的犯罪集團出現，威逼他們進行一場不能撤手的騙局……

## 播出時間
| 頻道               | 所在地               | 播映日期      | 播出時間／備註                                                                      |
| ------------------ | -------------------- | ------------- | ----------------------------------------------------------------------------------- |
| myTV Gold點播區    | 香港                 | 2021年4月16日 | 提供粵語、國語版本                                                                  |
| 埋堆堆             | 中国大陸             | 2021年4月16日 | 提供粵語、國語版本                                                                  |
| TVB Anywhere點播區 | TVB Anywhere服務地區 | 2021年4月16日 | 提供粵語、國語版本                                                                  |
| 翡翠台             | 香港                 | 2021年6月21日 | 星期一至五晚21:30－22:30 6月27日（星期日）20:30－22:30                              |
| Astro AOD          | 马来西亚             | 2021年6月21日 | 星期一至五 21:30－22:30 6月26日（星期六）22:00－23:00 6月27日（星期日）20:30－22:30 |
| 翡翠台             | 马来西亚、 菲律賓    | 2021年6月21日 | 星期一至五 21:30－22:30 6月26日（星期六）22:00－23:00 6月27日（星期日）20:30－22:30 |
| 翡翠台             | 新加坡               | 2021年6月21日 | 星期一至五 21:30－22:30 6月26日（星期六）22:00－23:00 6月27日（星期日）20:30－22:30 |

## 演員表

### 「欺詐劇團」
- 於第2集正式成立。

| 演員           | 角色   | 暱稱／關係 |
| 鄭丹瑞         | 鄭國昌 | Herman 電影監製 一生以曾經監製《黑白彩虹》為榮 鄭國盛之兄 蘇子允之世叔 因在大學主持講座而認識蔡子樂，邀請其加入劇團 於第1集召集劇組出席飯局並邀請他們拍電影《黃金夢》 因家族遺傳而患有腦瘤，於第7集離開香港並接受修身潛禪修式的治療 |
| 凌健熙（少年） | 陳志揚 | 志揚、揚導 電影導演 張忠之中學同學兼好友兼租客 被邵貝怡不滿，於第2集和好 被蔡子樂崇拜 與李莎莎有感情線 於2010年以電影《黑白彩虹》獲得第29屆新晉導演獎項 於第8集與張忠合作拘捕卓欣欣 兩年後刑滿出獄，在籌備拍攝《黃金夢》            |
| 敖嘉年         | 陳志揚 | 志揚、揚導 電影導演 張忠之中學同學兼好友兼租客 被邵貝怡不滿，於第2集和好 被蔡子樂崇拜 與李莎莎有感情線 於2010年以電影《黑白彩虹》獲得第29屆新晉導演獎項 於第8集與張忠合作拘捕卓欣欣 兩年後刑滿出獄，在籌備拍攝《黃金夢》            |
| 蔣家旻         | 李莎莎 | 莎莎、波多野莎莎 電影編劇 傲慢有自信，文靜內斂，觀人於微 燕姐之女 與陳志揚有感情線 |
| 張秀文         | 樓家齡 | 家齡 演員／模特兒 角色名字映照：劉嘉玲 |
| 林秀怡         | 邵貝怡 | Shell 美術指導 酗酒者，之後戒了酒 張大河之前妻 張梓欣之母 不滿陳志揚，於第2集和好 |
| 林 偉          | 文 仁  | 文師傅、文仔（蘇華雄專稱） 動作指導 於第3集答應加入劇團 |
| 劉頌鵬         | 蔡子樂 | 樂仔、阿樂 副導演 因大學講座而認識鄭國昌，獲其邀請加入劇團 崇拜陳志揚 於第5集參加《劇本孕育計劃》，於第6集入圍，並於第7集進入最終回合，於同集被卓欣欣禁錮                                                                           |

### 單元案件

#### 神棍大戰（第1－3集）
| 演員   | 角色     | 暱稱／關係                                             |
| 吳家樂 | 傅 強    | 1970年2月5日出生 方舟大師之夫 於第2集登場 （特別演出） |
| 楊卓娜 | 方舟大師 | 芳芳（傅強專稱） 神棍 傅強之妻 （特別演出）            |
| 何遠東 |          | 主持（第2集）                                          |
| 蘇恩磁 | 梁 太    | 貴婦（第2集）                                          |
| 莫偉文 | 信眾     | 38號男（第2集）                                        |
| 邵珮詩 | 漂亮少女 | 特約演員（第3集）                                      |

#### 民初的呻吟（第3－4集）
| 演員   | 角色   | 暱稱／關係                                                  |
| 潘志文 | 蘇華雄 | 蘇老闆、James 電影公司老闆 電影監製 蘇子允之父 （特別演出） |
| 謝可逸 | 蘇子允 | 子允哥 蘇華雄之子 鄭國昌之世侄 於第3集登場 （特別演出）     |
| 黃碧蓮 | Grace  | 製片 李莎莎之前同學 受蘇華雄性騷擾                          |

#### Memento（第5－6集）
| 演員           | 角色   | 暱稱／關係 |
| 袁鎮業（青年） | 陳燕南 | 南叔、阿南 前社團坐館 電影《黑白彩虹》投資者 患有失智症，在心願達成之後安詳離世 鍾老師之前男友 於第5集登場 （特別演出） |
| 杜燕歌         | 陳燕南 | 南叔、阿南 前社團坐館 電影《黑白彩虹》投資者 患有失智症，在心願達成之後安詳離世 鍾老師之前男友 於第5集登場 （特別演出） |
| 何啟南         | 烏 蠅  | 陳燕南之手下 （特別演出）                                                                                               |

#### 劇本孕育計劃（第5－8集）
| 演員     | 角色     | 暱稱／關係 |
| JW王灝兒 | 卓欣欣   | 卓小姐、卓老闆 企業家／Yannis Café創辦人 於七年前在一間咖啡店遇到Brad，後誤會鄧昊言是同一個人 暗戀鄧昊言 於第5集登場 於第5集與Yannis Café舉辦《劇本孕育計劃》 於第8集因涉嫌謀殺、串謀及教唆他人謀殺、販毒、藏有管制性藥物、以及非法禁錮而被捕 （單元角色） （特別演出） |
| 林德信   | 鄧昊言   | Brad 被卓欣欣誤會兩人於七年前在一間咖啡店遇到 Angelina之夫，於第8集反目 成仔、婷婷之父 卓欣欣之暗戀對象 於第8集意圖謀殺Angelina，於同集被捕 被張忠發現結過五次婚，每次刻意製造意外謀殺自己妻子而騙取保險金（第7－8集） （特別演出）                                     |
| 羅雪妍   | 阿 寶    | 編劇 蔡子樂之朋友 於第5集參加《劇本孕育計劃》，於第6集入圍，並於第7集進入最終回合，於同集被卓欣欣禁錮 兩年後成為李莎莎之編劇助理（第5－8集） |
| 鄭雋熹   |          | 編劇 參加《劇本孕育計劃》 於第7集進入《劇本孕育計劃》最終回合，期間喝Yannis Café含有極微量Happy Water成分的咖啡，因屬於Rh陰性血型而觸發神經末梢並導致情緒失控（第7－8集）                                                                                               |
| 梁雯蔚   |          | 編劇 參加《劇本孕育計劃》 於第7集進入《劇本孕育計劃》最終回合，於同集被卓欣欣禁錮（第7－8集） |
| 黃子桐   |          | 編劇 參加《劇本孕育計劃》 於第7集進入《劇本孕育計劃》最終回合，於同集被卓欣欣禁錮（第7－8集） |
| 吳嘉儀   | Angelina | 鄧昊言之妻，於第8集反目 成仔、婷婷之母（第7－8集） |
| 歐陽佑同 | 成 仔    | 鄧昊言、Angelina之子 婷之兄（第7集） |
| 羅莃荋   | 婷 婷    | 鄧昊言、Angelina之女 成仔之妹（第7集） |

### 其他演員
| 演員           | 角色            | 暱稱／關係 |
| 施焯日（少年） | 張 忠           | 證物房警察 Madam Yu之下屬 陳志揚之中學同學兼好友兼包租公 於第4集起調查「隨機咬人案」 於第8集拘捕鄧昊言、卓欣欣及陳志揚                   |
| 張達倫         | 張 忠           | 證物房警察 Madam Yu之下屬 陳志揚之中學同學兼好友兼包租公 於第4集起調查「隨機咬人案」 於第8集拘捕鄧昊言、卓欣欣及陳志揚                   |
| 呂 珊          | 燕 姐           | 「老地方茶餐廳」老闆娘 李莎莎之母 |
| 鄭俊弘         | 葉立德          | 葉導、立德 導演 於第1集以電影《六月飛霜》獲得最佳導演獎項 於第5－7集以評審參加《劇本孕育計劃》 於第7集透露向李莎莎買了《六月飛霜》的劇本 |
| 余德丞         | 余德丞          | 苗族人 樓家齡之初戀情人兼中學同學（第5集） （特別演出）                                                                                  |
| 譚玉瑛         | Madam Yu        | 張忠之上司 於第2集登場 於第7集拯救被卓欣欣禁錮的編劇                                                                                     |
| 關曜儁         | 連              | 仔 動作演員 文仁之徒弟 |
| 樊亦敏         | 華 姐           | 演員 因陳志揚而在電影界封殺「欺詐劇團」成員（樓家齡、蔡子樂除外）（第1－2集）                                                            |
| 孫慧雪         | 阿 娟           | 餐廳侍應（第1集） |
| 黃子雄         | 劉老闆          | 餐廳老闆（第1集） |
| 鄭詠謙         |                 | 男主角（第1－2集） |
| 劉嘉琪         |                 | 經理人（第1－2集） |
| 譚夢娜         |                 | 秘書（第1集） |
| 游莨維         |                 | 大隻廚師（第1集） |
| 潘梓鋒         |                 | 侍應（第1集） |
| 黃榮燊         |                 | 侍應（第1集） |
| 吳榐浩         | 稻 中           | （第1、4集） |
| 馮柏堯         |                 | 手下（第1集） |
| 馮柏堯         | 山口組（第4集） | |
| 何晉樂         |                 | 手下（第1集） |
| 何朗晴         | 張梓欣          | （第1－3集） |
| 吳紫韻         |                 | 頒獎嘉賓（第1集） |
| 楊家寶         |                 | 新聞主播（第1集） |
| 江欣燕         | 周美儀          | 周小姐 周美儀電影公司老闆 於第2集登場 |
| 鍾志光         |                 | 公司老闆（第2集） |
| 陳國峰         | 張大河          | 從事資訊科技業 邵貝怡之前夫 張梓欣之父 於第2集登場 於第3集法庭將張梓欣的撫養權判給他，與張梓欣移民加拿大                                 |
| 周麗欣         |                 | 張梓欣之班主任（第2集） |
| 利穎怡         |                 | 社工（第2集） |
| 吳振忠         |                 | 核突男（第2集） |
| 程浩駿         |                 | 副導（第2集） |
| 王致狄         | 家俊哥          | （第2集） |
| 張盈悅         |                 | 秘書（第2集） |
| 莫 然          | PT Baby         | （第2集） |
| 周開盛         |                 | 父親（第2集） |
| 林慧君         |                 | 職員（第2集） |
| 黎文傑         |                 | 職員（第2集） |
| 衛志豪         | 發仔哥          | 演員（第3－4集） |
| 簡家麒         |                 | 製片（第3－4集） |
| 陳勉良         | 曾師傅          | （第3集） |
| 林寶玉         |                 | 美容師（第3集） |
| 嚴尚正         | Moon            | （第3集） |
| 余富根         |                 | 信徒（第3集） |
| 馮子亮         |                 | 信徒（第3集） |
| 陳銳峰         |                 | 信徒（第3集） |
| 陳嘉俊         |                 | 信徒（第3集） |
| 蕭文諾         |                 | 信徒（第3集） |
| 林可悅         |                 | 信徒（第3集） |
| 彭翔翎         |                 | 信徒（第3集） |
| 何泳芍         |                 | 信徒（第3集） |
| 羅毓儀         |                 | 信徒（第3集） |
| 吳天兒         |                 | 信徒（第3集） |
| 黎康祺         |                 | 信徒（第3集） |
| 麥詩晴         |                 | 美女（第3集） |
| 蔡菀庭         |                 | 美女（第3集） |
| 練樂儀         |                 | DJ（第3集） |
| 徐錦源         |                 | 調酒師（第3集） |
| 曾健明         |                 | 蘇子允之助手（第4集） |
| 李嘉晉         |                 | 山口組（第4集） |
| 羅 蘭          | 羅 蘭           | 羅蘭姐 樓家齡之偶像（第5集） |
| 吳沚默         |                 | 大灰熊之妻（第5集） |
| 秦啟維         | 王 導           | 導演（第5集） |
| 董敬文         |                 | 副導（第5集） |
| 李顯曜         |                 | 記者（第5集） |
| 源菲然         |                 | 記者（第5集） |
| 張詩欣         |                 | 余德丞之前女友（第5集） |
| 羅丹虹         |                 | 余德丞之前女友（第5集） |
| 陳潁熙         |                 | 余德丞之前女友（第5集） |
| 黃耀煌         |                 | 副導演 |
| 古天祥         |                 | 男主角 |

## 收視
本劇於香港無綫電視翡翠台直播收視之紀錄：
| 週次 | 集數 | 日期                         | 直播平均收視 | 備註 |
| 1    | 1－5 | 2021年6月21日－2021年6月25日 | 15.6點       |      |
|      | 6－7 | 2021年6月27日                | 14.8點       |      |
| 全劇 | 全劇 | 全劇                         | 15.4點       |      |

## 獎項及提名

### 萬千星輝頒獎典禮2021
| 年份   | 獎項                      | 單位                                                  | 結果     |
| ------ | ------------------------- | ----------------------------------------------------- | -------- |
| 2021年 | 最佳劇集                  | 《欺詐劇團》                                          | 提名     |
| 2021年 | 馬來西亞最喜愛TVB電視劇集 | 《欺詐劇團》                                          | 提名     |
| 2021年 | 最佳男主角                | 敖嘉年                                                | 提名     |
| 2021年 | 馬來西亞最喜愛TVB男主角   | 敖嘉年                                                | 提名     |
| 2021年 | 最佳女主角                | 蔣家旻                                                | 提名     |
| 2021年 | 馬來西亞最喜愛TVB女主角   | 蔣家旻                                                | 提名     |
| 2021年 | 飛躍進步男藝員            | 劉頌鵬                                                | 提名     |
| 2021年 | 飛躍進步男藝員            | 施焯日                                                | 提名     |
| 2021年 | 飛躍進步女藝員            | 王灝兒                                                | 最後五強 |
| 2021年 | 最受歡迎電視拍檔          | 鄭丹瑞、敖嘉年、蔣家旻、張秀文、林秀怡、林 偉、劉頌鵬 | 提名     |

## 軼事
- 此劇是無綫監製的潘嘉德他於自2018年離開工作長達了無綫電視 [11]，事隔2年後再度並首部的無綫新劇作品。

## 外部連結
- 鄭丹瑞帶領《欺詐劇團》挑戰劇集尺度 - TVB Weekly
- 《欺詐劇團》為開戲去到盡 電影人變老千 - TVB Weekly （页面存档备份，存于）
- 豆瓣电影上《欺詐劇團》的資料 （简体中文）